# Scurra
Scurra is een geslacht van rechtvleugeligen uit de familie veldsprinkhanen (Acrididae). De wetenschappelijke naam van dit geslacht is voor het eerst geldig gepubliceerd in 1992 door Key.

## Soorten
Het geslacht Scurra  is monotypisch en omvat slechts de volgende soort:
- Scurra marmoralis (Key, 1992)